# Moorselen
Het Moorselen is een natuurgebied tussen Lieshout en Mariahout. Het terrein, dat ongeveer tien hectare beslaat, bestaat uit een zestal natte graslanden, omzoomd door sloten en wilgenbosjes. In het gebied liggen enkele amfibiepoelen. Natte graslanden zijn in Noord-Brabant schaars. 

## Geschiedenis
Het Moorselen bestond al in de middeleeuwen en behoorde tot het domein Lieshout, dat in het bezit was van de abdij van Floreffe. Het Moorselen was zo nat dat het land een groot deel van het jaar onder water stond. Dat gold voor bijna het gehele buitengebied ten noordwesten van Lieshout: er lagen grote vennen die vrijwel het gehele jaar vol water stonden. Straatnamen als Bosven, Meerven, Mortelven en Knapersven getuigen daar nog van. Na het graven van de Ginderdoorse Loop rond 1250 werd het gebied beter ontwaterd en konden er graslanden worden aangelegd. Deze graslanden konden pas op het eind van de zomer worden gemaaid. Het maaisel werd gedroogd tot hooi dat gebruikt werd als wintervoer voor het vee. Beweiding vond zelden plaats, waardoor voedselarme graslanden ontstonden met vele soorten bloemen en kruiden. In 1697 heeft de abdij van Floreffe een aantal weidegronden waaronder het Moorselen, overgedragen aan de ingezetenen van Lieshout, die de gronden al lange tijd in gebruik hadden.
Tijdens het ontstaan van het ontginningsdorp Mariahout en later ten tijde van de ruilverkaveling zijn pogingen ondernomen het land te ontginnen. Voor hele stukken van het gebied is dat gelukt, maar in het Moorselen bleek dat onmogelijk. De voormalige gemeente Lieshout heeft toen het beheer van het Moorselen op zich genomen met het doel de natuurlijke rijkdom uit het verleden te herstellen.

## Huidige situatie
De gemeente Laarbeek wil het gebied zich laten ontwikkelen tot blauwgrasland. Dankzij jaarlijks maaien en afvoeren van het maaisel, groeiden er in 2015 plantensoorten als kamgras, moeraskruiskruid, poelkruid, grote ratelaar, vleeskleurige orchis en vele zeggesoorten. Door het vele water is het gebied slecht begaanbaar. De rust die er heerst, geeft dekking aan  reeën en hazen, en aan vele soorten vogels die er broeden en hun jongen grootbrengen, waaronder de watersnip, de rietgors, de bosrietzanger en de kleine karekiet. In sommige jaren broedt hier ook het porseleinhoen.